# Petsjatniki (station MTsD)
Petsjatniki is een station aan de op 17 november 1866 geopende spoorlijn Moskou-Koersk. Het station aan de noordrand van het rayon Petsjatniki werd echter pas op 10 juni 2022 geopend.

## Geschiedenis
In 2017 werd, na vele eerdere voorstellen, besloten tot het vormen van de Moskouse Centrale Diameters (MTsD) met vijf lijnen. Het grootste deel hiervan is bestaande infrastructuur die is gemoderniseerd, daarnaast zijn waar nodig extra sporen gelegd en een aantal nieuwe stations gebouwd. 
Een van de nieuwe stations werd gebouwd langs de spoorlijn Moskou-Koersk  ter hoogte van het gelijknamige metrostation uit 1995 aan de lijn 10, waar, volgens de plannen uit 2006, ook een station aan de Grote Ringlijn zou komen, dat in 2023 werd geopend. 
Net als bijvoorbeeld bij  Avtzavodskaja en Marina Rosjtsja heeft dit station dezelfde naam gekregen als het metrostation om de beoogde overstapmogelijkheid onder de aandacht te brengen, terwijl de onderlinge afstand meer dan 100 meter, in dit geval 200 meter, bedraagt en overstappers deels over straat moeten.    
Sinds 10 juni 2022 wordt het station bediend door lijn D2 en het is de bedoeling dat vanaf 2028 ook lijn D5 het station zal aandoen. 

## Ligging en inrichting
De perrons langs de spoorlijn Moskou-Koersk zijn ingepast tussen de zuidoostelijke autosnelweg aan de westzijde en de spoordijk met de verbindingssporen naar de zuidhaven en de ringlijn, aan de oostzijde. Vooralsnog liggen alleen sporen aan de binnenzijde van de eilandperrons die worden gebruikt door de D2. Aan de buitenzijde liggen spoorbakken en ook de portalen van de bovenleiding zijn voorbereid op twee extra sporen. 
De stationshal ligt boven de perrons aan de noordzijde van het station en is met liften en (rol)trappen verbonden met de twee eilandperrons. De oostelijke toegang ligt bij de Ljoeblinskajastraat en is via een reizigerstunnel onder de verbindingssporen met de stationshal verbonden. De westelijke toegang ligt bij de bushaltes aan de Sjossejnajastraat met aan weerszijden van de straat een opgang naar de voetgangersbrug die over de autosnelweg loopt en aansluit op de westkant van de stationshal. Overstappers tussen trein en metro moeten hier ongeveer 80 meter over straat om de oostelijke toegang van metrostation Petsjatniki van de Grote Ringlijn te bereiken. Overstappers van en naar de Ljoeblinsko-Dmitrovskaja-lijn moeten via het stationsgebouw van de Grote Ringlijn aan de westkant van de perrons aan de Grote Ringlijn.

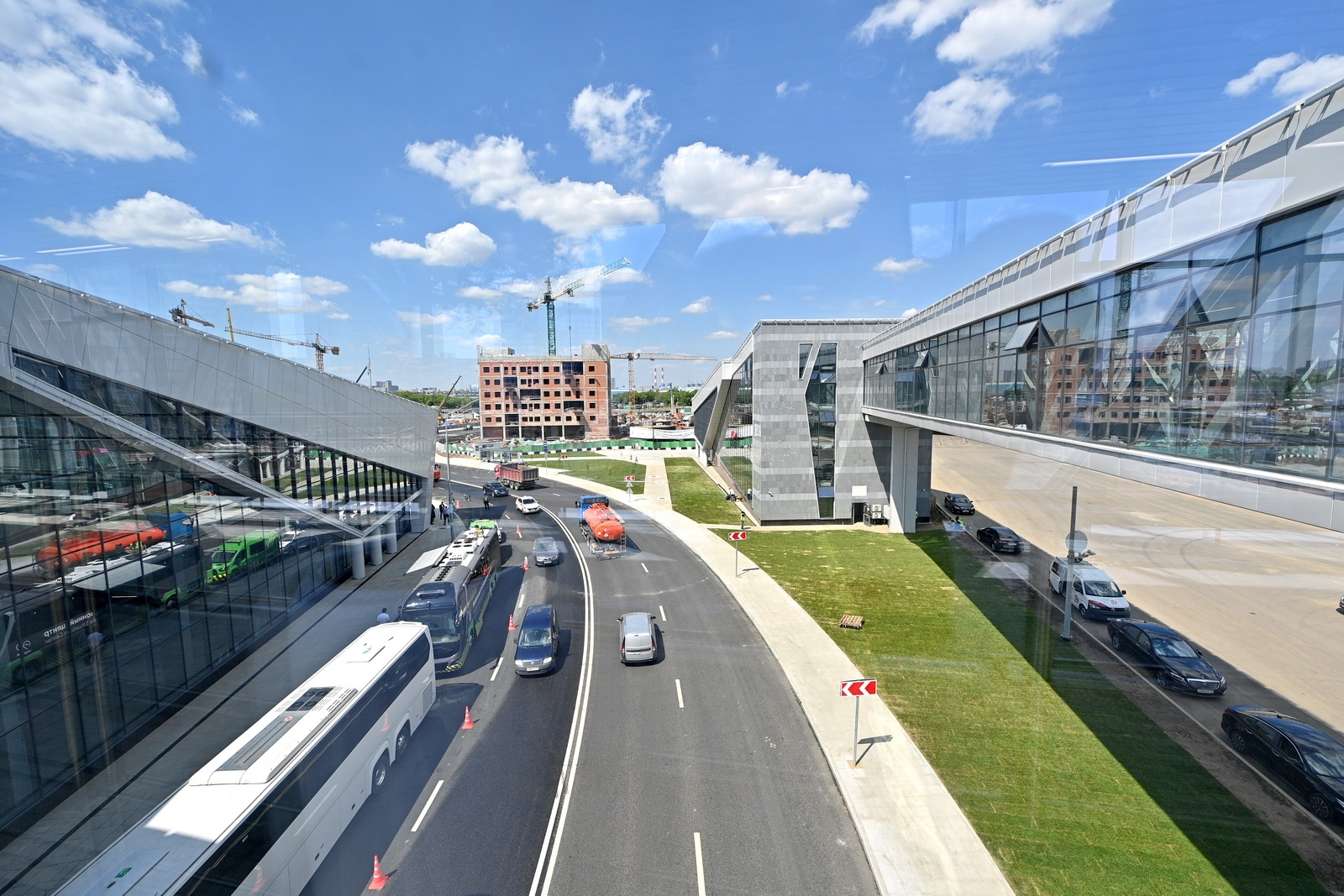
De westelijke toegang
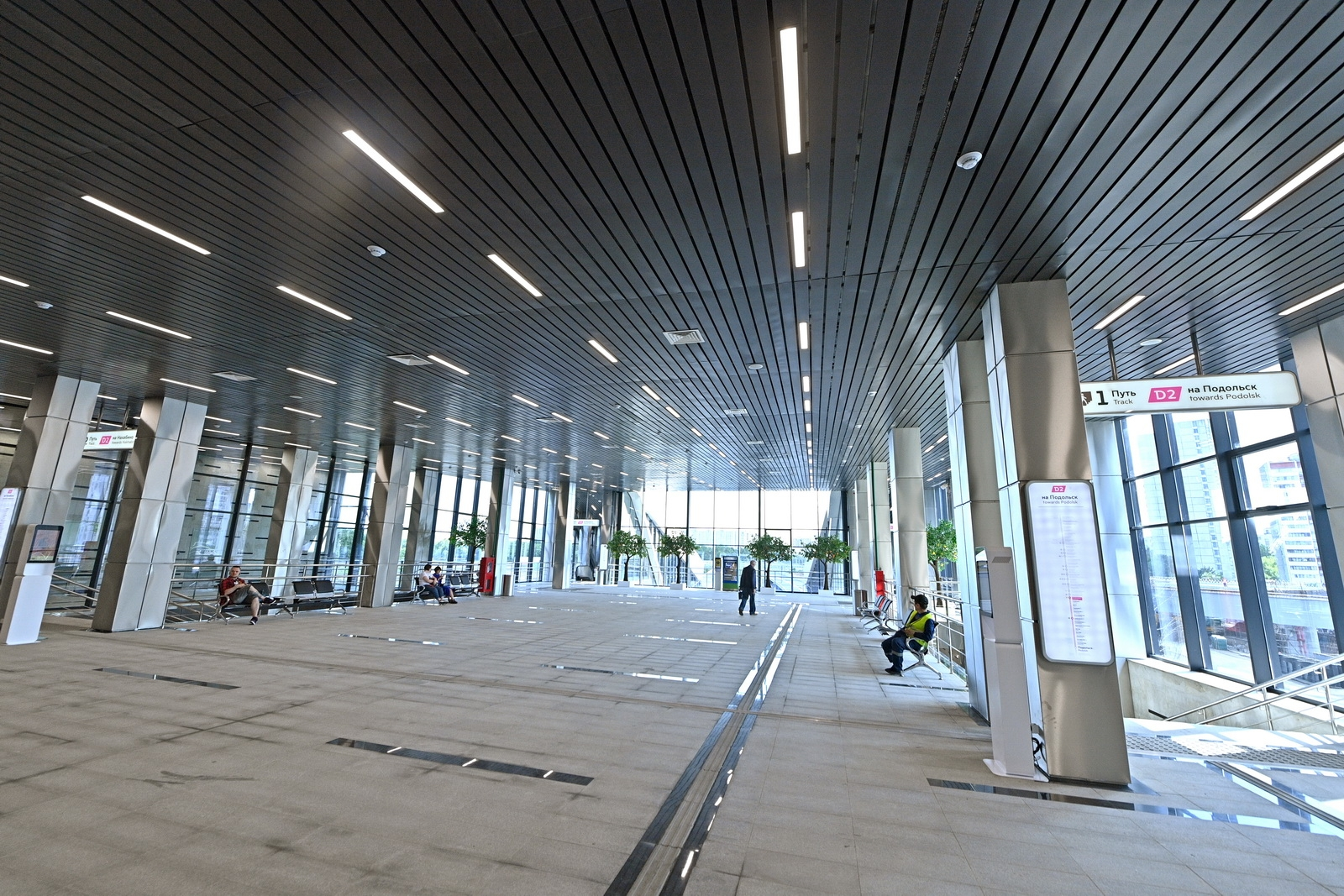
De stationshal
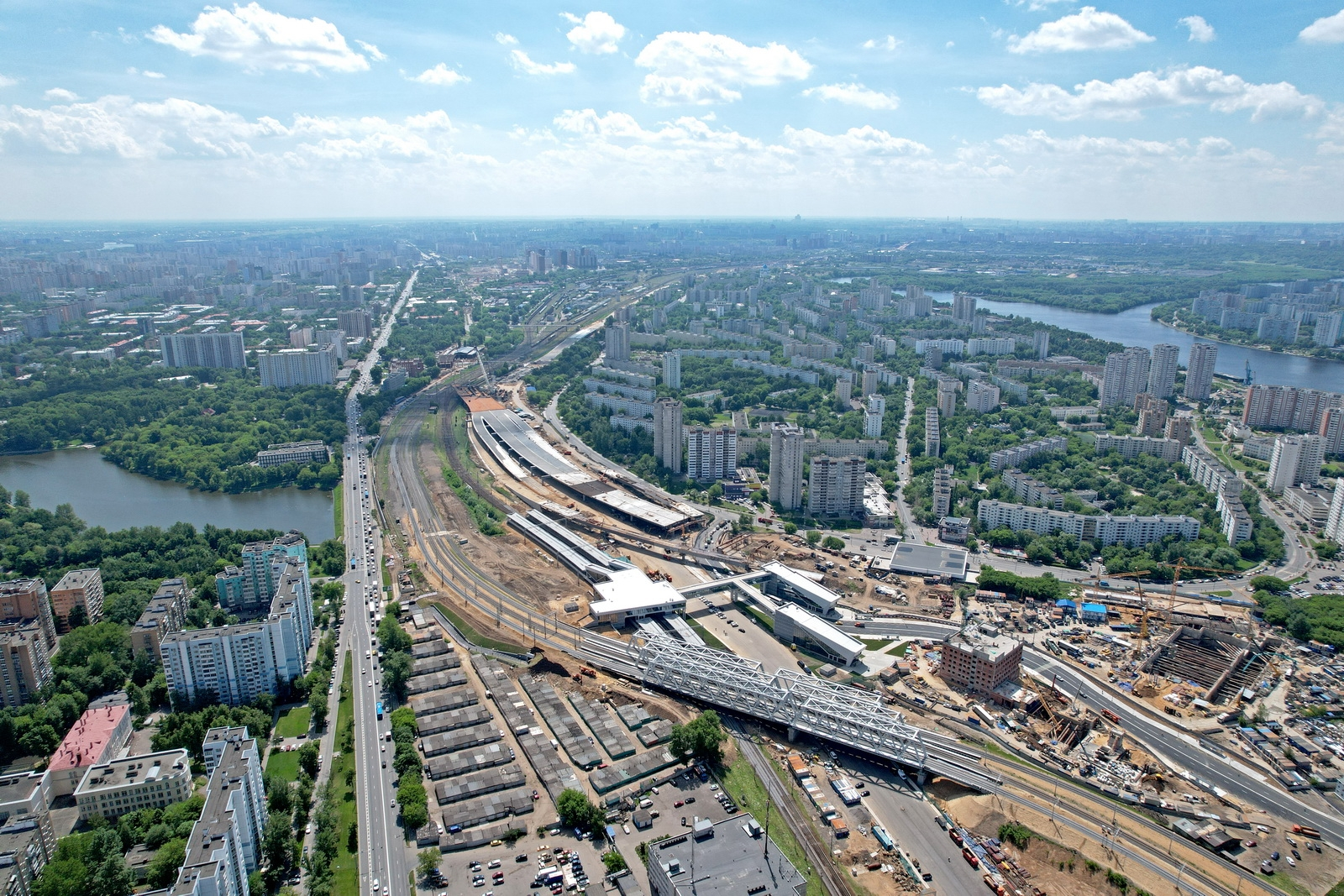
Het station en omgeving gezien uit het noorden